# Chromaticiteit

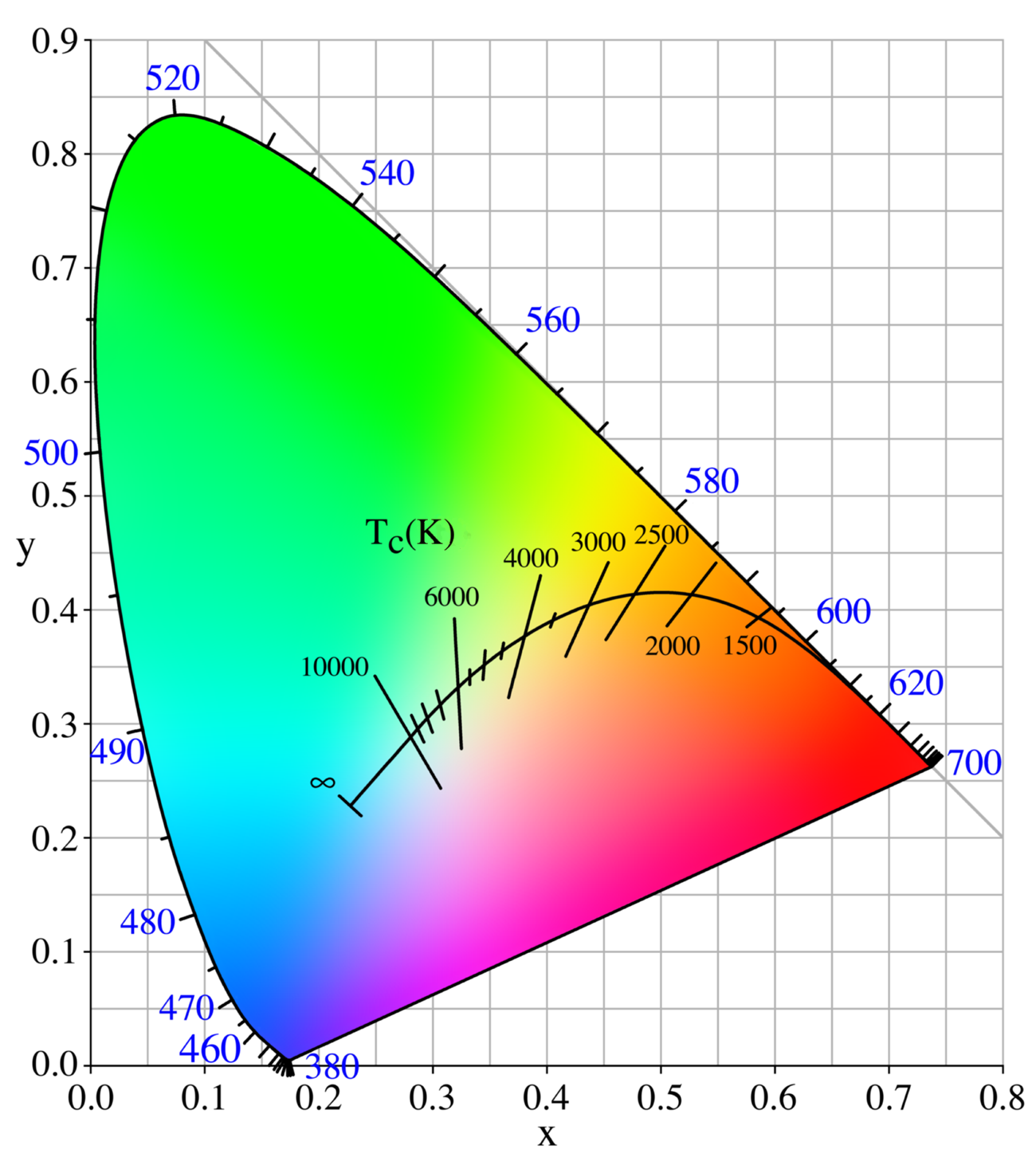
De CIE 1931 x,y chromaticiteit. Deze toont ook de chromaticiteit van een zwarte straler bij verschillende temperaturen en de lijnen van constante kleurtemperatuur

Cirkel van chromaciteit oplopend

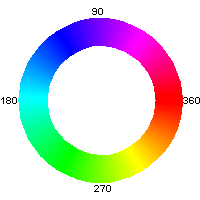
Cirkel van chromaciteit aflopend

Chromaticiteit is de kwaliteit van een  kleur zoals gedefinieerd door zijn kleurtint, verzadiging en helderheid. In de studie van de perceptie van kleur was een van de eerste wiskundig gedefinieerde kleurruimten de CIE 1931 XYZ kleurruimte (ook bekend als de CIE 1931 kleurruimte), gecreëerd door de The International Commission on Illumination (CIE) in 1931. Zie ook Kleurencirkel.
Voor een kleurentelevisie zijn de golflengten van de basiskleuren:
- rood: 610 nm
- groen: 535 nm
- blauw: 470 nm

## Kleurtint
De kleurtint wordt voorgesteld als een hoek. Men neemt op de kleurendriehoek het witpunt als center. Wanneer men dit witpunt door rechte lijnen met de hoekpunten van de driehoek verbindt, kan men door middel van een dergelijke lijn, die dan als vector wordt beschouwd, de kleurtint aangeven door de positie waarin de vector zich bevindt. Met de kleurtint wordt dus de golflengte van de kleur bedoeld.

## Verzadiging
De tweede grootheid waarmee een kleur wordt gedefinieerd, is de verzadiging, die bijvoorbeeld het verschil aangeeft tussen licht- en donkergroen, of tussen licht- en donkerrood.  De kleurtint rood met een bepaalde golflengte kan men dus waarnemen als een diep donkerrood, maar ook als lichtroze, waarbij in beide gevallen de kleurtint, dus de golflengte, dezelfde blijft.

## Helderheid
Bij zwart-wittelevisie is enkel de helderheidscomponent aanwezig.

## Onafhankelijkheid
Deze drie componenten zijn onafhankelijk van elkaar.